# Rolex Sports Car Series 2002
Navigation
Édition précédente Édition suivante
Le 'Grand American Road Racing Championship 2002' (officiellement appelé le 2002 Rolex Sports Car Series) est la troisième saison du championnat américain d'endurance organisé part la Grand American Road Racing Association. L'édition 2002 se déroule du 2 février au 10 novembre. Cinq catégories de voiture ont participé à cette saison, les Sports Racing Prototype I et II (SRP-I et SRP-II), les Grand Tourisme Sport (GTS), les Grand Tourisme (GT), et les American GT (AGT). Par rapport à la saison précédente, Mont-Tremblant a remplacé Trois-Rivières, le California Speedway a remplacé le Lime Rock et le Virginia International a remplacé Road America.

## Calendrier
| N° | Date                   | Nom de la Course                     | Durée     | Circuit                        | Lieu           | État, Pays             |
| -- | ---------------------- | ------------------------------------ | --------- | ------------------------------ | -------------- | ---------------------- |
| 1  | 2 février et 2 février | Rolex 24 at Daytona                  | 24 heures | Daytona International Speedway | Daytona Beach  | Floride, États-Unis    |
| 2  | 2 mars                 | Nextel 250                           | 250 Miles | Homestead-Miami Speedway       | Homestead      | Floride, États-Unis    |
| 3  | 23 mars                | Grand American 400                   | 400 Miles | California Speedway            | Fontana        | Californie, États-Unis |
| 4  | 20 avril               | United Auto 200                      | 200 Miles | Phoenix International Raceway  | Avondale       | Arizona, États-Unis    |
| 5  | 23 juin                | Six Hours of the Glen                | 6 Heures  | Watkins Glen International     | Watkins Glen   | New York, États-Unis   |
| 6  | 4 juillet              | Paul Revere 250                      | 250 Miles | Daytona International Speedway | Daytona Beach  | Floride, États-Unis    |
| 7  | 9 août                 | Bully Hill Vineyards 250             | 250 Miles | Watkins Glen International     | Watkins Glen   | New York, États-Unis   |
| 8  | 1 septembre            | VIR 500                              | 500 Miles | Virginia International Raceway | Danville       | Virginie, États-Unis   |
| 9  | 15 septembre           | 6 Hours of Mont-Tremblant            | 6 Heures  | Circuit Mont-Tremblant         | Mont-Tremblant | Québec, Canada         |
| 10 | 10 novembre            | The Grand American Finale at Daytona | 3 Heures  | Daytona International Speedway | Daytona Beach  | Floride, États-Unis    |